# Roupec sršňový
Roupec sršňový (Asilus crabroniformis) je druh dravého hmyzu z čeledi Asilidae.
V ČR jde o největší druh roupce, zároveň v důsledku úbytku pastvy koní a dobytka o druh kriticky ohrožený.

## Popis
Délka jeho těla dosahuje i více než 25 mm. Většina těla je ochlupená a zbarvená žluto-hnědě, pouze několik segmentů zadečku je zbarveno černě. Křídla jsou žluto-hnědě zakouřená.
Na rozdíl od sršně má tento druh roupce pouze jednu žlutou skvrnu na břiše a jeden pár křídel.

## Biologie a ekologie
Dospělci se objevují v létě od června do září, obývají suché pastviny, louky, lesní světliny a okraje polí. Imaga jsou aktivní při teplotě 20 °C, při teplotách pod 16 °C nelétají.
Živí se kobylkami, brouky a jinými mouchami.
Samičky kladou vajíčka poblíž hromady trusu velkých obratlovců. Larvy jsou 3 cm velké a jsou také dravé. Po vylíhnutí se zavrtávají do země a loví larvy koprofágních brouků. Vývoj larev trvá 2–3 roky a kuklení probíhá v půdě.

## Rozšíření
Druh je znám prakticky z celé Evropy (vzácně byl pozorován v jižní Anglii a jižním Švédsku), kromě východu, kde má ostrůvkovitý areál. Na východ je rozšířen až do jižního Ruska a na Blízký východ. Znám je také ze severní Afriky.
V ČR dříve hojný druh nížin a pahorkatin. Dnes – po ústupu pastvy – je velmi vzácný a kriticky ohrožený, jsou známy pouze ojedinělé nálezy v jižních Čechách a na jižní Moravě. Na Slovensku zjištěn v Bílých Karpatech.